# Dorothée Berryman
Dorothée Berryman (Quebec, 28 april 1948) is een Canadese actrice en jazzzangeres.

## Loopbaan
Berryman heeft veel toneelrollen op haar naam staan, alsook rollen in films en televisieseries, waaronder The Red Violin, Le Déclin de l'empire américain, Les Invasions barbares, Scanners II: The New Order, French Immersion, Ciao Bella en Night Song.
Ze spreekt zowel Frans als Engels en verscheen ook in Amerikaanse producties, zoals in de rol van Mary Todd Lincoln in de televisie-miniserie Jackie Bouvier Kennedy Onassis.
Berryman is tevens een jazzzangeres. Ze heeft een paar albums uitgebracht op het label La Tribu en presenteerde jazzprogramma's op het radio-netwerk Espace musique.